# Melkisedek
Melkisedek ("moj kralj (je) pravedan") je bio svećenik, a spomenut je u biblijskoj Knjizi Postanka, gdje o njemu piše:
"A Melkisedek, kralj Šalema, iznese kruha i vina. On je bio svećenik Boga svevišnjega. Blagoslovi ga govoreći: 'Od Boga svevišnjega, Stvoritelja neba i zemlje, neka je Abramu blagoslov! I svevišnji Bog, što ti u ruke preda neprijatelje, hvaljen bio!' Abram mu dade desetinu od svega."
Smatra se da je Šalem bio Jeruzalem.
Prema Williamu F. Albrightu, zapravo se ne spominje "kralj Šalema", već je to krivi prijevod izvornog teksta.
Melkisedek je ponovno spomenut u psalmu 110.
U Drugoj Henokovoj knjizi, za Melkisedeka se kaže da ga je rodila djevica Sopanima, žena Noinog brata. 
Postoje različiti kršćanski pogledi na Melkisedeka. Prema nekima je on bio preinkarnacija Isusa Krista ili anđeo.
U Poslanici Hebrejima je napisano: "Doista, taj Melkisedek, kralj šalemski, svećenik Boga Svevišnjega što je izašao u susret Abrahamu koji se vraćao s poraza kraljeva i blagoslovio ga... on, bez oca, bez majke, bez rodoslovlja,; on, kojemu dani nemaju početka ni život kraja - sličan Sinu Božjemu, ostaje svećenik zasvagda."
To je stvorilo zbunjenost oko Melkisedeka i njegove prirode. Prema Knjizi pčele, Melkisedekovi su roditelji bili Malah i Josadak.
U Poslanici se dalje govori o tome da je Isus veliki svećenik koji je prinio sebe za žrtvu. Njegovo je tijelo sveti kruh, a krv vino. Melkisedek je prikazan kao velik, jer je njemu Abraham dao desetinu te je Abraham od njega primio blagoslov, a ne obrnuto.
Melkisedek je slavljen kao svetac u Armeniji.